# Synagoge Maribor

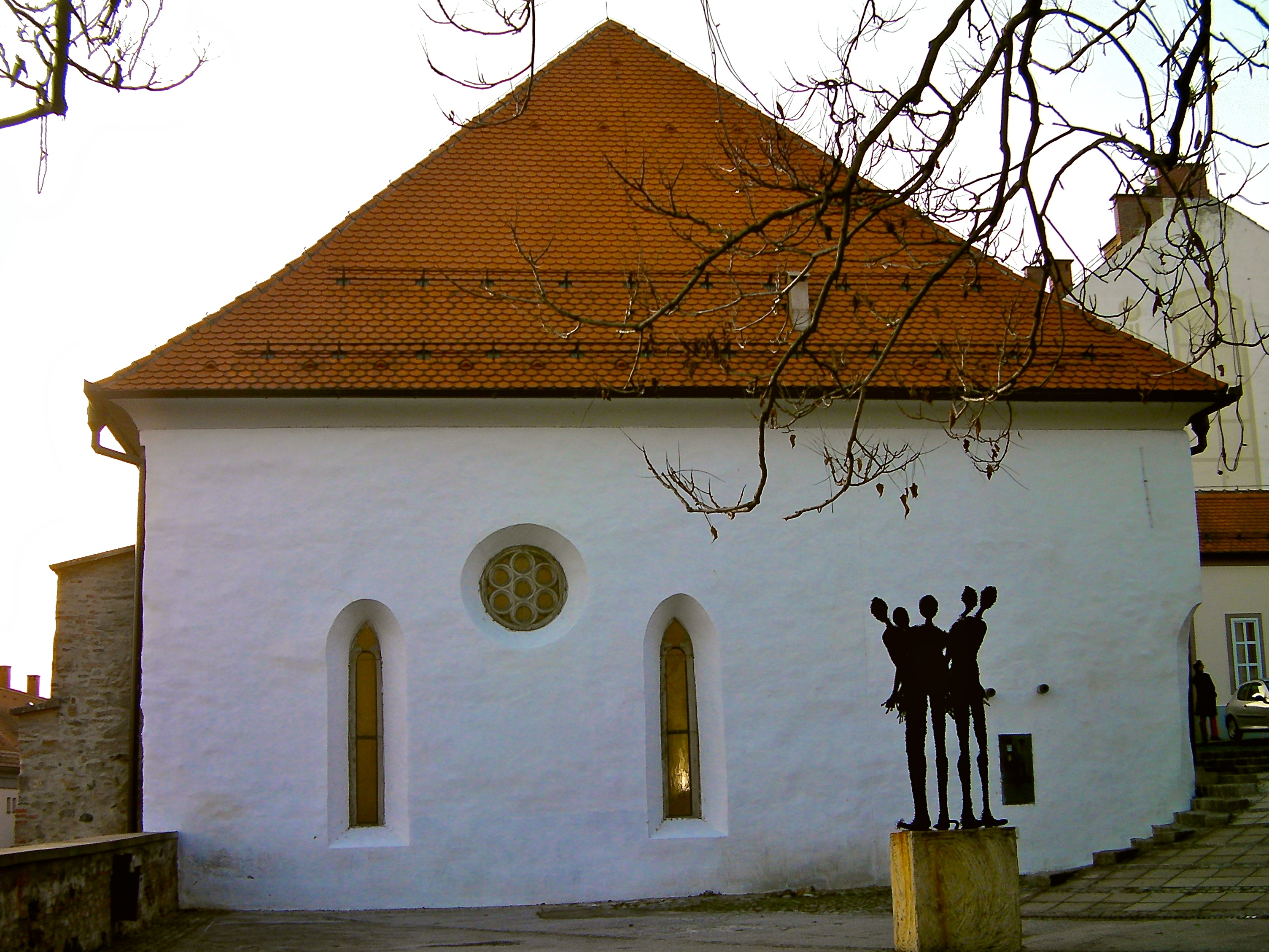
Synagoge und Holocaustdenkmal in Maribor

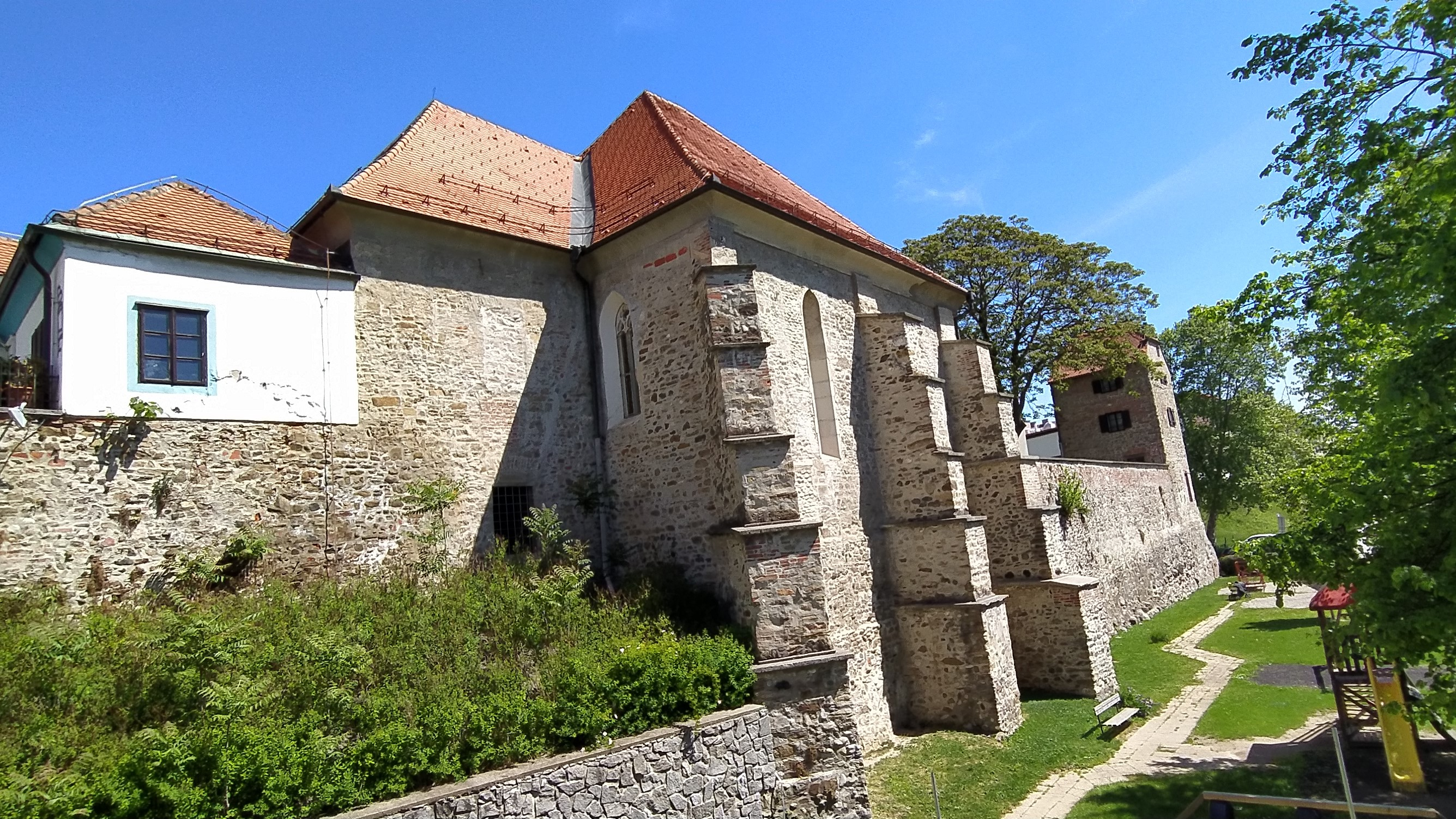
Synagoge Maribor, im Hintergrund der Judenturm

Die Synagoge am Judenplatz in Maribor (slowenisch Sinagoga Maribor) im Osten Sloweniens wurde wahrscheinlich im 14. Jahrhundert errichtet. Die profanierte Synagoge ist seit 2015 ein geschütztes Kulturdenkmal. Sie wurde bis 1497 für Gottesdienste genutzt.

## Geschichte
Die Synagoge wurde erstmals 1354 erwähnt. 1497 mussten die Juden auf Anordnung des Habsburger Herrschers Maximilian I. die Steiermark verlassen und somit auch Maribor, das bis damals das wichtigste Zentrum des Judentums in dem Gebiet des heutigen Sloweniens war. 
1501 wurde die Synagoge in die Katholische Allerheiligen-Kirche umgebaut, nach 1785 umgeändert und als Lagerhaus genutzt.
Fünfhundert Jahre nachdem das Gebäude am Platz Židovski trg seinen ursprünglichen Zweck verlor, wurde die Synagoge restauriert, wird aber nicht als religiöse Einrichtung genutzt.

## Heutige Nutzung
Seit 2011 wirkt darin das Zentrum für jüdisches Kulturerbe Synagoge Maribor, dessen Hauptzweck die Erforschung, Erhaltung und Pflege dieses Erbes in Slowenien ist. 
In der Synagoge finden kulturelle und wissenschaftliche Veranstaltungen statt, um sie als Raum für den interkulturellen und interreligiösen Dialog wiederzubeleben.